# Chimoio
Chimoio er hovedbyen i provinsen Manica i Mozambique. Den er nr. 5 over de største byer i Mozambique med en befolkning på 238.976 (2007) indbyggere. Den ligger 95 km fra grænsen til Zimbabwe og beskrives til tider som mere zimbabwisk end mozambiquisk.
Byens navn i kolonitiden var Vila Pery. Byen ligger ved jernbanen fra Beira til Harare, nær Cabeça do Velho.